# Л'Анс-о-Медоуз
51°35′49″ пн. ш. 55°31′58″ зх. д. / 51.59694° пн. ш. 55.53278° зх. д.
Л'Анс-о-Медоуз (англ. L'Anse aux Meadows ([ˈlænsi ˈmɛdoʊz]), походить від фр. L'Anse-aux-Méduses, дослівно: «затока Медуз») — історико-археологічна пам'ятка на території провінції Ньюфаундленд і Лабрадор (Канада), де за даними розкопок існувало перше виявлене в Північній Америці і Західній півкулі поселення європейців кінця XI століття.

## Етимологія
Л'Анс-о-Медоуз — це французько-англійська назва, яку можна перекласти як «затока з луками». Обговорюється те, як саме село стало називатися «Л'Анс-о-Медоуз». Однією з можливостей є те, що «Л'Анс-о-Медоуз» є спотвореною французькою назвою L'Anse aux Méduses, що означає «затока Медуз». Перехід від Méduses до англ. Meadows («лугів») міг статися, оскільки ландшафт у цій місцевості справді відкритий, з переважно лучною рослинністю. Більш недавнє припущення полягає в тому, що воно походить від «L'Anse à la Médée», або «затока Медеї», назва, якої вона позначена на французькій морській карті 1862 року. Обидва варіанти — і Медея, і Медуза, цілком можливо, походять від назви французького військово-морського судна.

## Історія

### Доєвропейські поселення
До того, як вікінги припливли до Ньюфаундленду, є дані про аборигенні поселення в районі Л'Анс-о-Медоуз, найстаріше з яких датується приблизно 6000 років тому. Жодне з них не було одночасним з перебуванням там скандинавів. Найвидатнішим з цих попередніх поселень була стоянка Дорсетської культури, яка передувала скандинавам приблизно на 200 років.

### Скандинавське поселення (близько 1000 року)

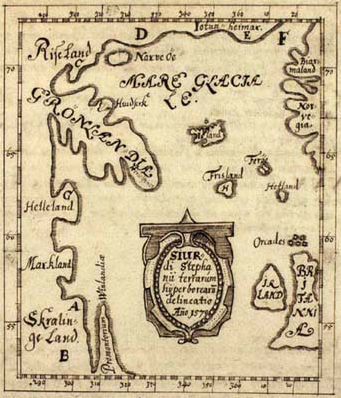
Карта Скалгольта 1590 р. із латинізованими скандинавськими топонімами в Північній Америці:• Земля Рісі (міфічне місце розташування) • Гренландія • Helluland (Баффінова Земля) • Маркланд (півострів Лабрадор) • Земля Скрелінга (місцезнаходження невизначене) • Мис Вінланд (Великий Північний півострів)

Поселення скандинавів у Л'Анс-о-Медоуз датується приблизно 1000 років тому (оцінка датування вуглецю 990—1050 рр. Н. Е.) — оцінка, яка збігається з відносним датуванням типів артефактів та конструкцій.
У 2021 році вийшла наукова стаття, у якій сплеск концентрації вуглецю-14 у 993—994 роках було використано як критерій у дендрохронології (дослідження деревних кілець) з метою точно визначити, що вікінги відвідували Л'Анс-окс-Медоуз на рівно за 1000 років до того, у 1021 році нашої ери.

## Розкопки
Археологічні докази присутності вікінгів були виявлені в Л'Анс-о-Медоуз у 1960-х. Це єдина підтверджена скандинавська стоянка в Північній Америці або поблизу неї за межами населених пунктів, знайдених у Гренландії.
Існуючи приблизно від 1000 року, поселення Л'Анс-о-Медоуз набуло широкого розголосу як свідчення доколумбового трансокеанічного контакту. Воно примітне своїм можливим зв'язком з Лейфом Еріксоном та із скандинавськими мандрівками до Північної Америки. 1978 року ЮНЕСКО назвало це поселення об'єктом всесвітньої спадщини.

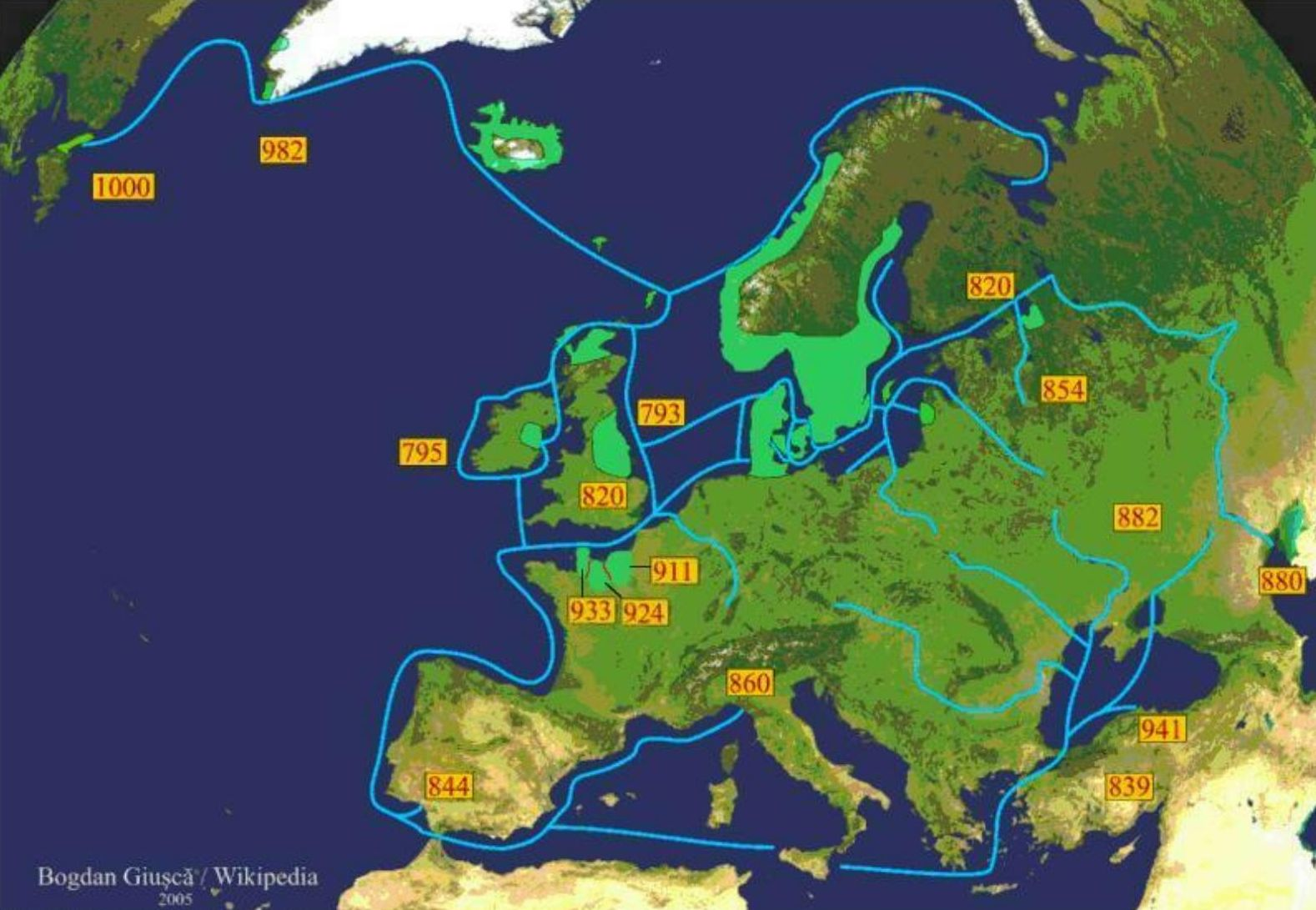
Карта походів вікінгів

У 1960-х роках у цьому невеликому рибальському селищі на острові Ньюфаундленд, яке в XVI—XVII століттях наново обживали французи й британці, виявлено вісім землянок і кузню. За всіма оцінками, на Ньюфаундленді жило не більш 50—100 людей, які, поживши там якийсь час, пізніше покинули острів. Бронзові застібки, залізні заклепки та інші предмети, віднайдені під час розкопок, вирушили на виставку у Вашингтон і Нью-Йорк під назвою «Вікінги: Північно-Атлантична сага».
Учені припускають, що вікінги, які заснували поселення в Л'Анс-о-Медоуз, прибули із сусідньої Гренландії, де Ерік Рудий незадовго до цього заснував колонію норманів у 987 році. Скандинавська колонія на острові Гренландія виявилася довговічнішою, проіснувавши близько 5 століть, та через похолодання й інші невідомі науковцям чинники зникла з кінцем XV — початком XVI століть. У XIII столітті, досягши свого розквіту, чисельність вікінгів в Гренландії зросла до 5000.
Сьогодні територія складається переважно з відкритих трав'янистих ландшафтів, але 1000 років тому існували ліси, зручні для човнобудування, домобудування та видобутку заліза. Були знайдені залишки восьми будівель (позначені з A—J). Вважається, що вони побудовані з дерну, розміщеного над дерев'яним каркасом. На основі пов'язаних артефактів споруди були визначені як житлові будинки або майстерні. Найбільше житло (F, розміром 28,8 × 15,6 м) складалося з кількох кімнат. Три невеликі будівлі (B, C, G) могли бути майстернями чи житловими приміщеннями для екіпажу нижчого статусу або рабів. Майстерні були визначені як залізна кузня (будинок J), із залишками горна та залізного шлаку, столярну майстерню (будинок D), звідки походять відходи обробки деревини та спеціалізовану зону ремонту човнів із знайденими там зношеними заклепками.
Інші речі, знайдені на цьому місці, складалися із звичайних повсякденних скандинавських речей, включаючи кам'яний оливний світильник, брусок, бронзовий кріпильний штифт, кістяну шпицю для плетення та частину веретена. Кам'яні гирі, які були знайдені в будівлі G, могли бути частиною ткацького верстата. Наявність веретена та шпиці свідчить про те, що в поселенні жили як жінки, так і чоловіки.

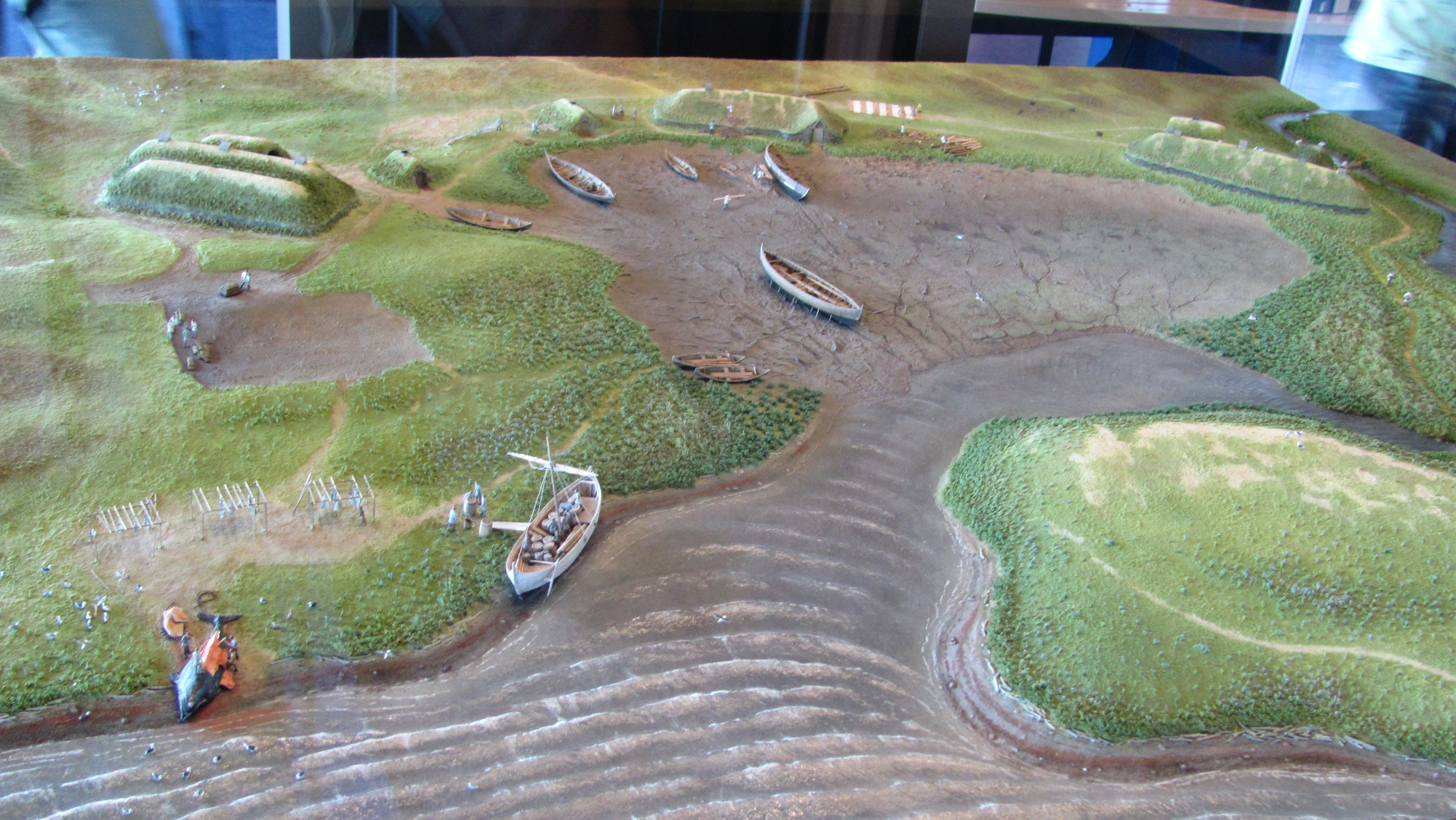
Модель із зображенням скандинавського поселення в Л'Анс-о-Медоуз

Неможливо дізнатися, скільки людей проживало на місці в той чи інший момент; археологічні дані про житло свідчать, що колонія могла дати прихисток від 30 до 160 людей. Населення Гренландії на той час становило близько 2500 людей, що означає, що місцевість Л'Анс-о-Медоуз становила менше 10 % норвезького поселення на Гренландії. Як зазначає Джуліан Д. Річардс,
Дуже малоймовірно, що скандинавці мали достатні ресурси для побудови ряду таких поселень.
Знайдені залишки їжі включають горіхи, які є суттєвою знахідкою, оскільки вони не ростуть у природі на північ від Нью-Брансвіка. Їхня наявність, мабуть, свідчить про те, що норвезькі мешканці подорожували далеко на південь, щоб отримати їх. Існують докази полювання вікінгів на численних тварин, які населяли цю територію. Сюди входили карибу, вовки, лисиці, ведмеді, рисі, куниці, всі види птахів і риб, тюлені, кити і моржі. Ця територія вже небагата на дичину через значну частину суворої зими. Це змушує потенційну здобич впадати у сплячку або мігрувати на південь, оскільки вітер, глибокий сніг та крига вкривають територію. Ці кліматичні особливості дуже ускладнювали зимівлі для скандинавського народу в Л'Анс-о-Медоуз. Ця відсутність здобичі підтверджує думку археологів про те, що ця територія була заселена скандинавами порівняно короткий час.
Елеонора Барраклоу, викладачка історії середньовіччя та літератури в Університеті Дарема, припускає, що це місце не було постійним поселенням, а тимчасовою місциною для ремонту човнів. Вона зазначає, що немає знахідок поховань, знарядь праці, слідів сільського господарства чи загонів для тварин, — що припускає, що мешканці були там тимчасово і плановано відпливли з того місця. Згідно з дослідженням PNAS 2019 року, у Л'Анс-о-Медоуз є свідчення про елементи скандинавської присутності протягом одного століття.

#### Зв'язок із сагами про Вінланд

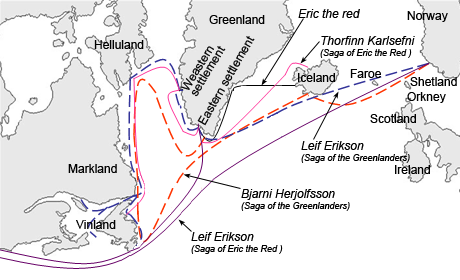
Різні вітрильні маршрути до Гренландії, Хеллуланду (острів Баффін), Маркланд (Лабрадор) та Вінланд (Ньюфаундленд) персонажами Саг ісландців

Адам Бременський, німецький священник, був першим європейцем, який згадував Вінланд. У тексті, який він склав близько 1073 року, він писав:
He [the Danish king, Sven Estridsson] also told me of another island discovered by many in that ocean. It is called Vinland because vines grow there on their own accord, producing the most excellent wine. Moreover, that unsown crops abound there, we have ascertained not from fabulous conjecture but from the reliable reports of the Danes.
Цей уривок взятий з історії Адама, складеної архієпископами Гамбурґ-Бременськими, які на той час мали церковну владу над Скандинавією (оригінальним місцем походження вікінгів).
Скандинавські саги — це письмові версії давніх усних оповідей. Дві ісландські саги, які зазвичай називають Сагами про гренландців та Сагами про Еріка Рудого, описують досвід скандинавських гренландців, які виявили та намагалися заселити землю на захід від Гренландії, яку вони назвали Вінланд. Саги свідчать про те, що поселення Вінланд не вдалося через конфлікти в скандинавській громаді, а також між скандинавами та корінними жителями, яких вони зустрічали, яких вони називали скрелінґами.
Сучасні археологічні дослідження показали, що поселення Л'Анс-о-Медоуз не був Вінландом як таким, а був лише пунктом великої території під назвою Вінланд, яка простягалася до південь від Л'Анс-о-Медоуз до річки Святого Лаврентія і Нью-Брансвіка. Місце Л'Анс-о-Медоуз служило мандрівною базою та зимовим табором для експедицій, що прямували на південь у затоку Святого Лаврентія. Населені пункти Вінланду, згадані в цих двох сагах, Лейфсбудір (у Лейфа Еріксона) та Гоп (у скандинавських вікінгів), були позначені як місце Л'Анс-о-Медоуз.

### Відкриття та значення (1960—1968)

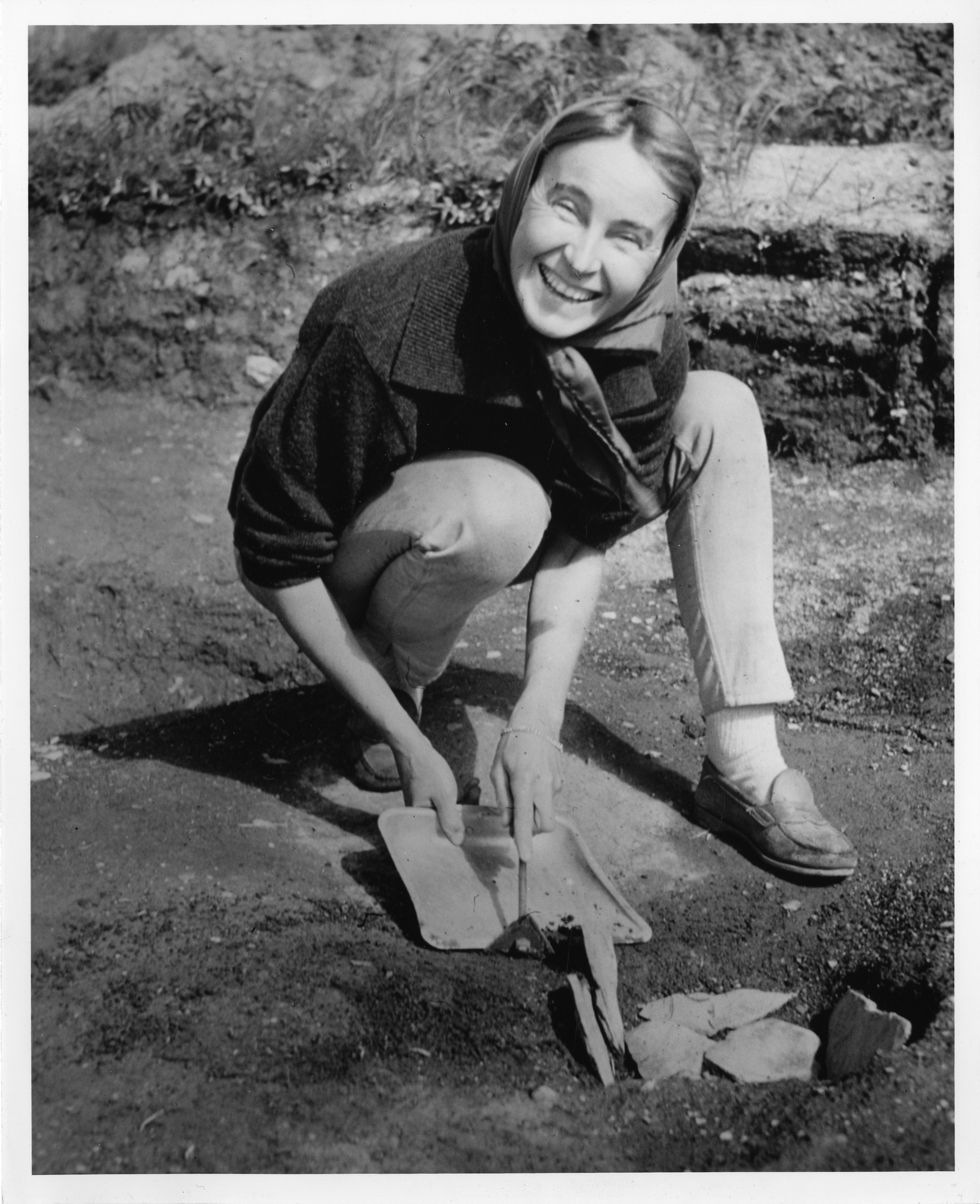
Анна Інґстад у Л'Анс-о-Медоуз, 1963. Анна разом зі своїм чоловіком провадила археологічними розкопками місця

У 1960 р. Археологічні залишки будівель вікінгів були виявлені в Ньюфаундленді норвезьким подружжям дослідників Гельґе Інґстад та археологом Анною Стіне Інґстад. Виходячи з думки, що давньоскандинавська назва «Вінланд», згадана в ісландських сагах, означала «винна земля», історики довгий час припускали, що в регіоні ріс дикий виноград. Через це загальною гіпотезою до теорій Інґстадів було те, що область Вінланд існувала десь на південь від північного узбережжя Массачусетсу, оскільки це приблизно північна межа природного поширення винограду. Це хибне припущення. Дикий виноград ріс і росте вздовж узбережжя Нью-Брансвіка та в долині річки Святого Лаврентія у Квебеку. Археологічні розкопки в Л'Анс-о-Медоуз проводились з 1960 по 1968 рік міжнародною командою під керівництвом Анни Стін Інґстад.

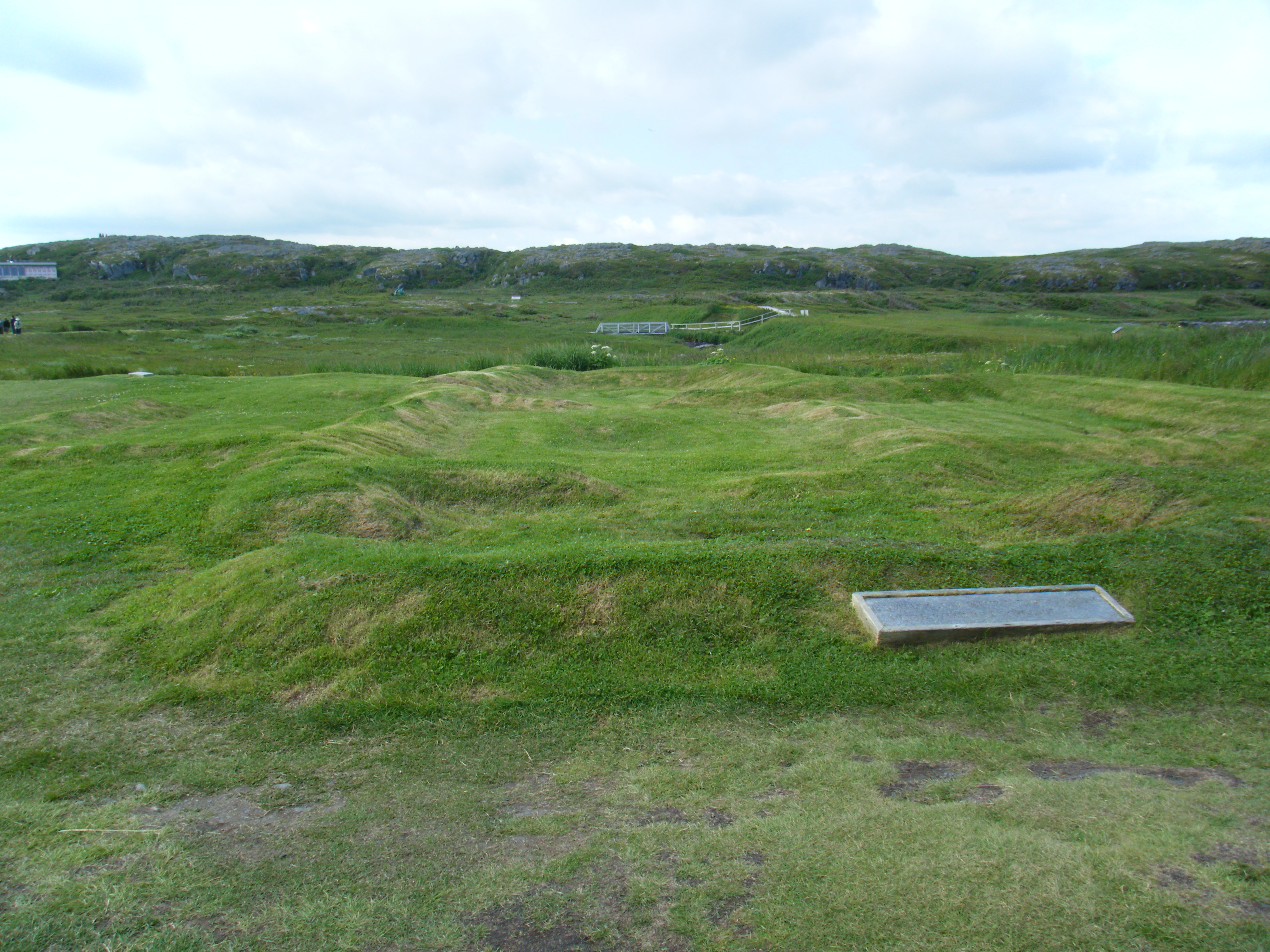
Залишки будівель вікінгів, доступні для огляду. Залишки сімох скандинавських будівель були виявлені під час розкопок поселення Інґстадами

Інґстади засумнівались у цій теорії, сказавши, «що ім'я Вінланд, ймовірно, означає лучні угіддя… і включає півострів». Ця думка базувалася на припущенні, що скандинавам чимось не підійшло влаштування поселення в районах уздовж американського узбережжя Атлантики і тому їхню базу варто пошукати набагато північніше. Вони припустили, що Вінланд у сагах може читатись інакше і не стосується винограду. Однак, навіть із цим припущенням, відкриття археологами Парків Канади у верхніх шарах болота на місці поселення залишків шкаралупок сірого горіха доводить, що вікінги мали мандрувати щонайменше до узбережжя Нью-Брансвіка, де сірі горіхи ростуть (причому протягом багатьох століть), а поряд масово росте дикий виноград. Таким чином, вікінги могли отримати свої спостереження з виноградом, згаданим у сагах.
У 1960 році Джордж Декер, мешканець невеликого рибальського хутора Л'Анс-о-Медоуз, повів Хельге Інґстад до групи курганів біля села, яку місцеві жителі називали «старим індіанським табором». Ці кургани, вкриті травою, мали вигляд залишків будинків. Гельґе Інґстад та Анна Стайн Інґстад провели там сім археологічних сезонів розкопок з 1961 по 1968 рік. Вони дослідили залишки восьми будівель та залишки, можливо, дев'ятої. Вони встановили, що поселення мало безсумнівно скандинавське походження через незаперечну схожість рис споруд та ряд знахідок, викопаних на цьому місці, порівняно з місцями в Гренландії та Ісландії приблизно з 1000 р. н. е.
Л'Анс-о-Медоуз — єдине підтверджене скандинавське поселення у Північній Америці поза межами Гренландії. Воно являє собою найдальше підтверджене місце європейського поширення та поселення в Новому світі в доколумбову епоху, майже 500 років раніше від Колумба. Історики припускають, що в канадській Арктиці були й інші поселення вікінгів або принаймні торговельні контакти з корінними американцями. 2012 року ймовірну стоянку вікінгів «Нанук» виявили в долині Танфілд-Веллі на Баффіновій Землі, а також Nunguvik, Вілловз-Айленд і на острові Аваялік. Стоянка в Пойнт-Розе (Point Rosee) на південному заході Ньюфаундленду, показана National Geographic та Бі-Бі-Сі як можливе поселення вікінгів, була розкопана у 2015 та 2016 роках, і не містила жодних доказів присутності вікінгів.

### Національне історичне місце (1968 рік— дотепер)

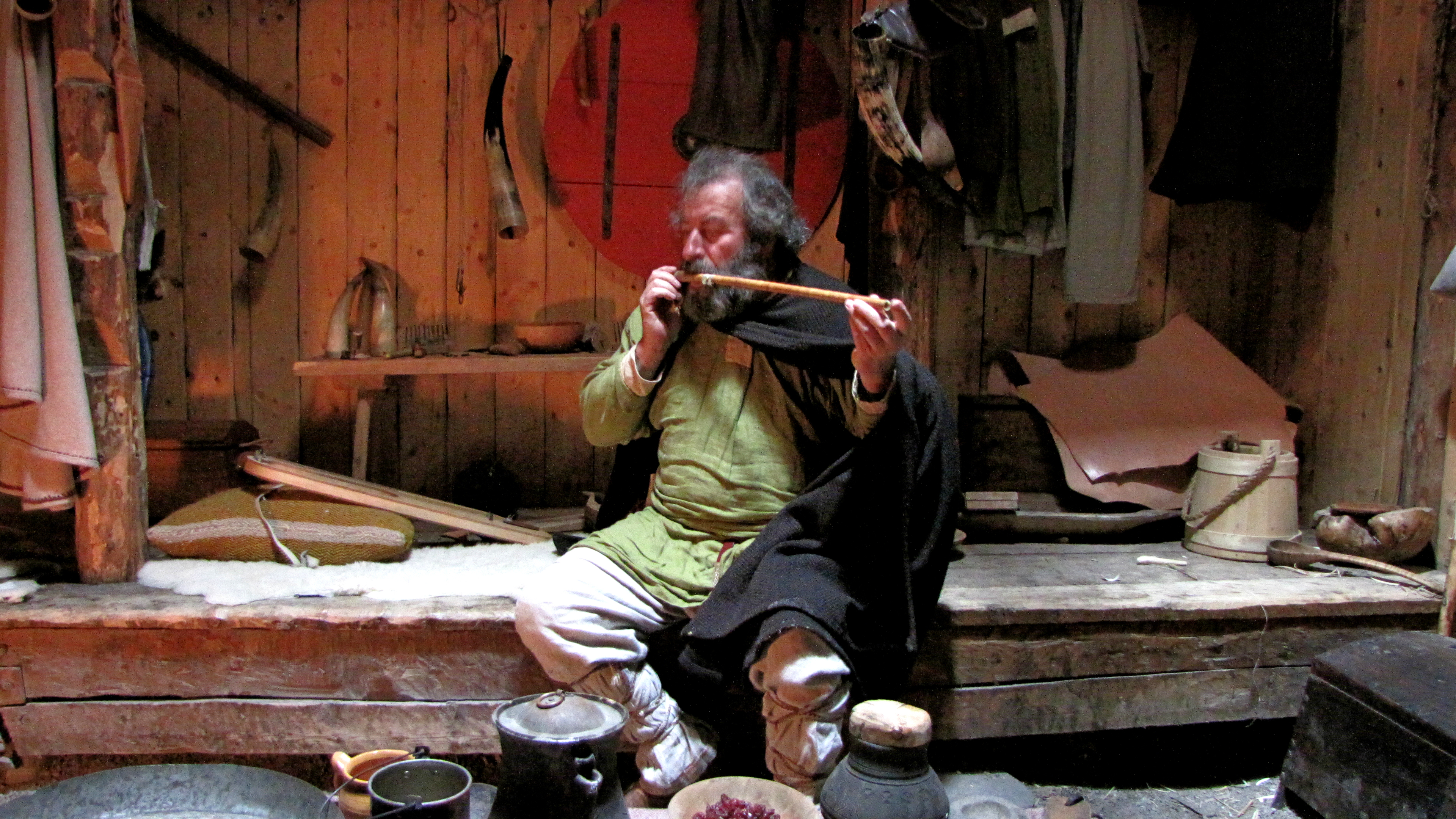
Інтер'єр відтвореного скандинавського дернового будинку на північ від археологічних розкопок

У листопаді 1968 р. уряд Канади визнав археологічні розкопки національною історичною пам'ятнкою Канади. 1978 року це місце також було віднесене до Світової спадщини ЮНЕСКО в Канаді. Після того як Л'Анс-о-Медоуз було визнане національним історичним місцем, територію та пов'язані з нею туристичні програми взяли під свою опіку парки Канади. Після завершення перших розкопок парки Канади замовили ще дві програми розкопок. Розкопки проведені під керівництвом Бенґта Шонбаха від 1973 до 1975 року та Бірґітти Воллес у 1976 році. Після кожного періоду розкопок місця були повторно покриті ґрунтом для захисту та збереження культурних ресурсів.
Доступні для огляду національні історичні пам'ятки семи будівель вікінгів. На північ від скандинавських решток є реконструйовані будівлі, побудовані в кінці ХХ століття як частина інтерпретаційної експозиції національного історичного місця. Залишки мисливського табору аборигенів також розташовані на цьому місці, на південний захід від слідів поселень вікінгів. На цьому майданчику окремо обладнані місця для пікніків та інформаційний центр для відвідувачів.